# 蜜蝋石
蜜蝋石 (Mellite, みつろうせき) は、鉱物(有機鉱物)の一種。別称メライト、ハニーストーン。

## 性質
組成はアルミニウムの含水メリト酸塩であり、化学式はAl2[C6(COO)6]・16H2Oで表される。結晶系は正方晶系であり、色は透明から茶色。比重は1.6。八面体の結晶になる。紫外線の照射で青色に蛍光する。
名前は、和名、英名共に、色が蜜蝋に似ていることに由来する。

## メリト酸
芳香族カルボン酸の一種であるメリト酸はマルティン・ハインリヒ・クラプロートによって、1799年にこの鉱物から得られた。彼が得たのはアルミニウム塩である。